# Medalla Nacional d'Humanitats
La Medalla Nacional d'Humanitats, National Humanities Medal és un premi dels Estats Units que es concedeix cada any i que reconeix individus, grups o institucions pel seu treball en aprofundir en la comprensió de la nació de les humanitats, ampliar el compromís dels ciutadans amb les humanitats, o ajudar a preservar i ampliar els nord-americans l'accés als recursos importants en les humanitats (deepened the nation's understanding of the humanities, broadened our citizens engagement with the humanities, or helped preserve and expand Americans access to important resources in the humanities)
El Premi anual Charles Frankel de les Humanitats es va establir l'any 1988 i va succeir la National Humanities Medal el 1997. El disseny original de la National Humanities Medal el va fer l'any 1995 el guanyador del Frankel Prize, David Macaulay, i va ser utilitzat fins al a 2012. El juny de 2013 el disseny va ser el de Paul C. Balan d'Illinois i es va usar aquest nou disseny a partir de 2013.
Normalment la confereix el President dels Estats Units. El President selecciona els guanyadors consultant el National Endowment for the Humanities.

## Receptors

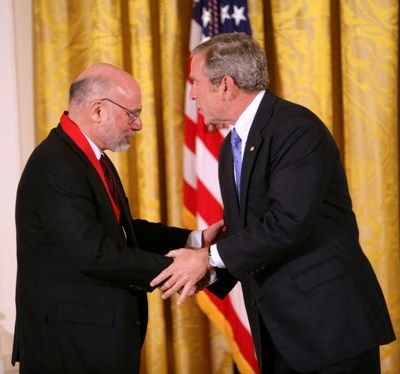
Stephen H. Balch rep el National Humanities Medal de mans del President George W. Bush

Els receptors de la medalla estan llistats per cada any.
2013 (awarded July 28, 2014)
- M. H. Abrams, crític literari
- American Antiquarian Society, organització de la història
- David Brion Davis, historiador
- William Theodore de Bary, Estudiós dels estudis d'Àsia oriental
- Darlene Clark Hine, historiador
- Johnpaul Jones, arquitecte
- Stanley Nelson, productor i director
- Diane Rehm, presentador de la ràdio
- Anne Firor Scott, historiador
- Krista Tippett, presentador de la ràdio i escriptor

2012 (awarded July 10, 2013)
- Edward L. Ayers, historiador
- William G. Bowen, dirigent acadèmic
- Jill Ker Conway, escriptor
- Natalie Zemon Davis, historiadora
- Frank Deford, escriptor d'esports
- Joan Didion, novelista i assagista
- Robert D. Putnam, political scientist
- Marilynne Robinson, novel·lista
- Kay Ryan, poet
- Robert B. Silvers, editor
- Anna Deavere Smith, actriu i guionista
- Camilo José Vergara, fotògraf i documentalista

2011 (awarded February 13, 2012)
- Kwame Anthony Appiah, filòsof
- John Ashbery, poeta
- Robert Darnton, historiador
- National History Day, programa
- Andrew Delbanco, estudiós de la literatura
- Charles Rosen, músic
- Teofilo Ruiz, historiador medievalista
- Ramón Saldívar, estudiós de la literatura
- Amartya Sen, economista i Premi Nobel

2010 (awarded March 2, 2011)
- Daniel Aaron
- Bernard Bailyn
- Jacques Barzun
- Wendell E. Berry
- Roberto González Echevarría
- Stanley Nider Katz
- Joyce Carol Oates
- Arnold Rampersad
- Philip Roth
- Gordon S. Wood

2009 (awarded February 25, 2010)
- Robert A. Caro
- Annette Gordon-Reed
- David Levering Lewis
- William H. McNeill
- Philippe de Montebello
- Albert H. Small
- Theodore C. Sorensen
- Elie Wiesel

2008 (awarded November 17, 2008)
- Gabor S. Boritt
- Richard Brookhiser
- Harold Holzer
- Myron Magnet
- Albert Marrin
- Milton J. Rosenberg
- Thomas A. Saunders III and Jordan Horner Saunders
- Robert H. Smith
- John Templeton Foundation
- Norman Rockwell Museum

2007 (awarded November 15, 2007)
- Stephen H. Balch
- Russell Freedman
- Victor Davis Hanson
- Roger Hertog
- Cynthia Ozick
- Richard Pipes
- Pauline L. Schultz
- Henry Leonard Snyder
- Ruth R. Wisse
- Monuments Men Foundation for the Preservation of Art

2006
- Fouad Ajami
- James M. Buchanan
- Nickolas Davatzes
- Robert Fagles
- Mary Lefkowitz
- Bernard Lewis
- Mark Noll
- Meryle Secrest
- Kevin Starr
- Hoover Institution on War, Revolution and Peace, Stanford University

2005
- Walter Berns
- Matthew Bogdanos
- Eva Brann
- John Lewis Gaddis
- Richard Gilder
- Mary Ann Glendon
- Leigh Keno
- Leslie Keno
- Alan Charles Kors
- Lewis Lehrman
- Judith Martin
- The Papers of George Washington, Universitat de Virgínia

2004
- Marva Collins
- Gertrude Himmelfarb
- Hilton Kramer
- Madeleine L'Engle
- Harvey Mansfield
- John Searle
- Shelby Steele
- United States Capitol Historical Society

2003
- Robert Ballard
- Joan Ganz Cooney
- Midge Decter
- Joseph Epstein
- Elizabeth Fox-Genovese
- Jean Fritz
- Hal Holbrook
- Edith Kurzweil
- Frank M. Snowden, Jr.
- John Updike

2002
- Frankie Hewitt
- Iowa Writers' Workshop
- Donald Kagan
- Brian Lamb
- Art Linkletter
- Patricia MacLachlan
- The Mount Vernon Ladies' Association
- Thomas Sowell

2001
- José Cisneros
- Robert Coles
- Sharon Darling
- William Manchester
- Richard Peck
- Eileen Jackson Southern
- Tom Wolfe
- National Trust for Historic Preservation

2000
- Robert N. Bellah
- Will D. Campbell
- Judy Crichton
- David C. Driskell
- Ernest Gaines
- Herman T. Guerrero
- Quincy Jones
- Barbara Kingsolver
- Edmund S. Morgan
- Toni Morrison
- Earl Shorris
- Virginia Driving Hawk Sneve

1999
- Patricia Battin
- Taylor Branch
- Jacquelyn Dowd Hall
- Garrison Keillor
- Jim Lehrer
- John Rawls
- Steven Spielberg
- August Wilson

1998
- Stephen E. Ambrose
- E. L. Doctorow
- Diana L. Eck
- Nancye Brown Gaj
- Henry Louis Gates, Jr.
- Vartan Gregorian
- Ramón Eduardo Ruiz
- Arthur M. Schlesinger, Jr.
- Garry Wills

1997
- Nina M. Archabal
- David A. Berry
- Richard Franke
- William Friday
- Don Henley
- Maxine Hong Kingston
- Luis Leal
- Martin Marty
- Paul Mellon
- Studs Terkel

## Premi Charles Frankel
1996
- Rita Dove
- Doris Kearns Goodwin
- Daniel Kemmis
- Arturo Madrid
- Bill Moyers

1995
- William R. Ferris
- Charles Kuralt
- David Macaulay
- David McCullough
- Bernice Johnson Reagon

1994
- Ernest L. Boyer
- William Kittredge
- Peggy Whitman Prenshaw
- Sharon Percy Rockefeller
- Dorothy Porter Wesley

1993
- Ricardo E. Alegría
- John Hope Franklin
- Hanna Gray
- Andrew Heiskell
- Laurel T. Ulrich

1992
- Allan Bloom
- Shelby Foote
- Richard Rodriguez
- Harold K. Skramstad, Jr.
- Eudora Welty

1991
- Winton Blount
- Ken Burns
- Louise Cowan
- Karl Haas
- John Tchen

1990
- Mortimer Adler
- Henry Hampton
- Bernard M.W. Knox
- David Van Tassel
- Ethyle R. Wolfe

1989
- Patricia L. Bates
- Daniel Boorstin
- Willard L. Boyd
- Clay Jenkinson
- Américo Paredes